# Marvin Anieboh
Marvin José Anieboh Pallaruelo (ur. 26 sierpnia 1997 w Madrycie) – piłkarz z Gwinei Równikowej grający na pozycji środkowego obrońcy. Od 2020 jest zawodnikiem klubu CP Cacereño.

## Kariera klubowa
Swoją karierę piłkarską Anieboh rozpoczynał w juniorach takich klubów jak: AD Alcorcón (2011-2013), Getafe CF (2013-2014) i CF Fuenlabrada (2014-2016). W 2016 roku stał się członkiem rezerw Fuenlabrady. W sezonie 2017/2018 był z nich wypożyczony do CD Los Yébenes San Bruno. W sezonie 2018/2019 grał w RCD Carabanchel, a w sezonie 2019/2020 w rezerwach Alcorcón. W 2020 przeszedł do CP Cacereño.

## Kariera reprezentacyjna
W reprezentacji Gwinei Równikowej Anieboh zadebiutował 19 listopada 2019 w przegranym 0:1 meczu kwalifikacji do Pucharu Narodów Afryki 2021 z Tunezją, rozegranym w Malabo. W 2022 roku został powołany do kadry na Puchar Narodów Afryki 2021. Na tym turnieju nie wystąpił w żadnym meczu.